# Фронт из Перигё
Фронт из Перигё (фр. Front de Périgueux) или святой Фронт — легендарный христианский проповедник, живший в I веке в Галлии (Перигор, современный департамент Дордонь во Франции). Предположительно, первый епископ Перигё.
Почитается как святой католической и православной Церквями 25 октября.

## Агиография
Мощи святого Фронта вплоть до 1575 года находились в соборе Сен-Фрон в Перигё. В этот год к городу подступили гугеноты, останки выкрали и отправили в замок Тиреган (фр.) в Кресе, где их утопили в Дордони.